# Weimerskirch

Weimerskirch in Luxemburg-Stadt

Weimerskirch (luxemburgisch Weimeschkierch, veraltet auch Weimerkirchen) ist ein Stadtteil von Luxemburg.
Der Stadtteil Weimerskirch liegt topographisch betrachtet an einem Nordhang, der sich vom Kirchberg-Plateau kommend bis zur Talsohle des Alzette-Tals erstreckt. Weimerskirch hat eine Gesamtfläche von 86 ha. Auf dieser Fläche lebten Ende 2018 2.430 Einwohner.
Der heutige Stadtteil Weimerskirch wird als die „Urpfarrei“ der Stadt Luxemburg bezeichnet. Im Jahre 723 schenkte der fränkische Hausmeier Karl Martell der Reichsabtei St. Maximin, Trier, drei Ländereien (Lehen), eine davon die Eigenkirche Vidmar Ecclesia, später genannt Wimariecclesia (1906 mit einem Orgelgehäuse der Firma Moroder versehen). Die territoriale Ausdehnung der durch Schenkung übertragenen Liegenschaften erklärt, warum durch Jahrhunderte hindurch Weimerskirch die Mutterpfarrei für einen Großteil des heutigen Gebiets der Stadt Luxemburg war und viele spätere Pfarrsprengel aus diesem Kirchengebiet hervorgingen.
Weimerskirch war bis in die 1950er Jahre bekannt als Wohnort der Jenischen, die hier auch Lakerten und Dëppegéisser genannt wurden. Um 1900 wird die Zahl der hier lebenden jenischen Familien auf vierzig geschätzt.  Das Jenische ist den Weimerskirchern bislang durch schriftliche und mündliche Überlieferung erhalten geblieben. So gibt es auch noch heute eine Reihe landläufiger Ausdrücke, die vor allem den gebürtigen Weimerskirchern bekannt sind und derer sie sich noch gelegentlich in ihrer Ausdrucksweise bedienen.